# Kiselo-bazna titracija
Kiselo-bazna titracija je određivanje koncentracije kiseline ili baze putem njenog neutralisanja sa kiselinom ili bazom poznate koncentracije. Time se omogućava kvantitativna analiza nepoznate koncentracije rastvora kiseline ili baze. Ovaj postupak koristi reakciju neutralizacije koja se odvija između kiselina i baza, kao i poznavanje načina na koji kiseline i baze poznatih struktura reaguju.
Kiselo-bazna titracija takođe može da utvrdi procenat čistoće hemikalija.

## Alkalimetrija i acidimetrija
Alkalimetrija je specijalizovana analitička upotreba kiselo-bazne titracije za određivanje koncentracije kiselih supstanci titracijom standardnim rastvorom baze (alkalnim rastvorom koji se meri-alkalimetrija). Acidimetrija je analogni koncept sa primenom na bazne supstance pa je kiselina standardni rastvor kojim se titruje i koji se meri kako bi se izračunala količina bazne supstance. Zbog toga je metoda dobila naziv acidimetrija.

## Pribor
Osnovni pribor za titraciju je:
- Bireta
- Bela pločica - koristi se da bi se videla promene boje u rastvoru
- Pipeta
- indikator (izbor indikator zavisi od reaktanata)
- Erlenmajer / konusna boca
- Titrant (standardni rastvor poznate koncentracije)

## Metod
Pre početka titracije mora se izabrati podesni  indikator. Tačka ravnoteže reakcije, u kojoj su količine reaktanata izjednačene, će imati pH vrednost zavisnu od relativne jačine korišćene kiseline i baze. pH tačke ravnoteže se može proceniti koristeći sledeća pravila:
- Jaka kiselina će reagovati sa jakom bazom da formira neutralni (pH=7) rastvor.
- Jaka kiselina će reagovati sa slabom bazom da formira kiseli (pH<7) rastvor.
- Slaba kiselina će reagovati sa jakom bazom da formira bazni (pH>7) rastvor.

Kada slaba kiselina reaguje sa slabom bazom, tačka ravnoteže rastvora će biti bazna ako je baza jača, i kisela ako je kiselina jača. Ako su jednake jačine, pH vrednost ravnoteže je neutralna. Međutim, jake kiseline se retko koriste za titraciju slabih baza, jer je primena boje indikatora često brza, i stoga je veoma teško za posmatrača da odredi tačku promena promenu boje.
Kiselo-bazna titracija se izvodi sa fenolftaleinom kada je to titracija jake kiseline i jake baze, bromtimol plavim za reakcije slabe kiseline - slabe baze, i metil oranžom za reakcije jake kiseline - slabe baze. Ako je baza veoma jaka, npr.  > 13.5, i kiselina ima pH > 5.5, koristi se indikator alizarin žuto. Ako je kiselina veoma jaka, npr.  < 0.5, i baza ima pH < 8.5, tada se koristi indikator timol plavo.

## Literatura
- The Chemical Age - Chemical Dictionary - Chemical Terms. Hesperides. 2007. ISBN 978-1-4067-5758-3.
- Hulanicki A. (1987). Reactions of Acids and Bases in Analytical Chemistry. Horwood. ISBN 978-0-85312-330-9.
- Holler, F. James; Skoog, Douglas A.; West, Donald M. (1996). Fundamentals of analytical chemistry. Philadelphia: Saunders College Pub. ISBN 978-0-03-005938-4.